# Texelstroom (Schiff, 2016)
Die Texelstroom ist eine 2016 in Dienst gestellte Fähre, die zwischen Texel und Den Helder verkehrt.

## Geschichte
Die im Mai 2014 georderte Fähre wurde für die Reederei Teso von der spanischen Werft Construcciones Navales del Norte (LaNaval) in Bilbao gebaut. Das als Doppelendfähre gebaute Schiff wurde im April 2016 von Spanien zur Damen Shiprepair Amsterdam in Amsterdam überführt. Hier erfolgte der Endausbau. Am 18. Juni 2016 wurde das Schiff an die Reederei übergeben und im September 2016 in Dienst gestellt. Von 1966 bis 1992 wurde von der Reederei bereits ein gleichnamiges Fährschiff betrieben. Die rund 60 Mio. Euro teure Texelstroom ersetzte die Fähre Schulpengat, die außer Betrieb genommen wurde.

## Schiffsbeschreibung

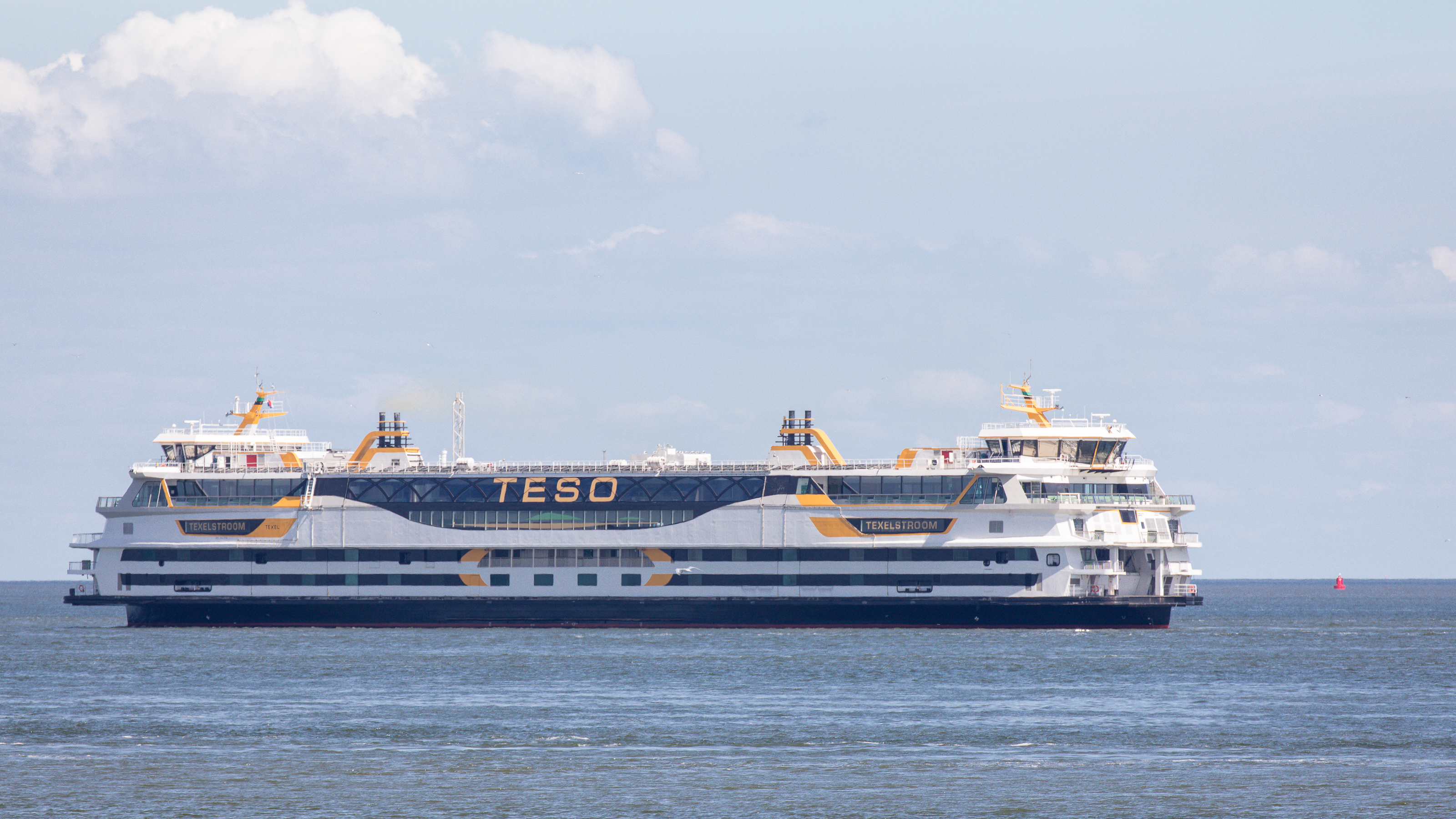
Seitenansicht des Schiffes vor t'Horntje

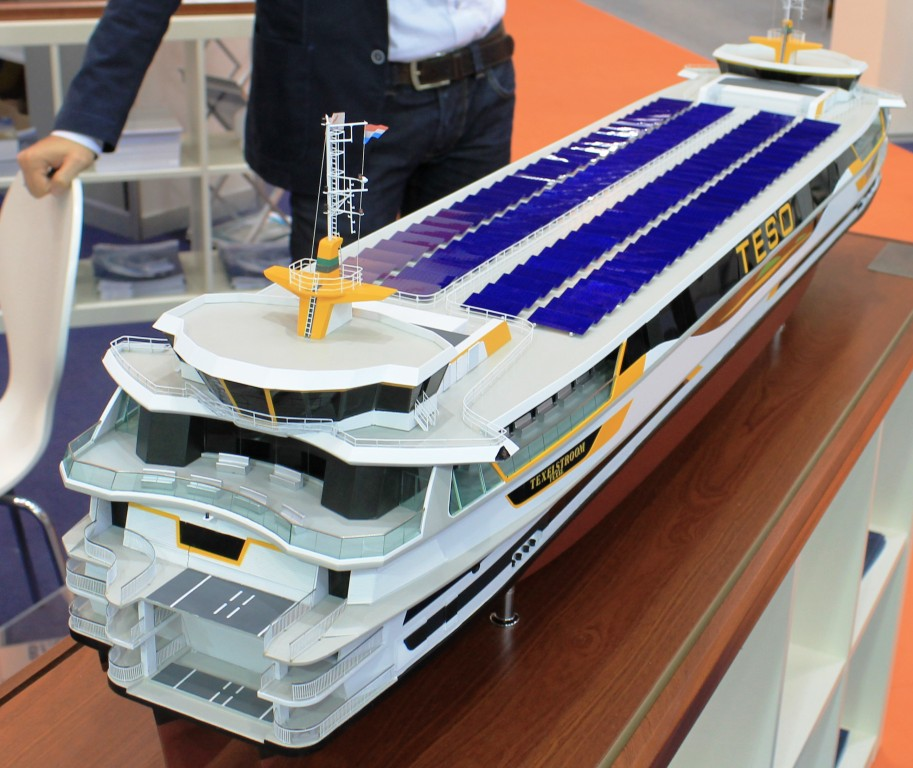
Modell der Fähre (Blick auf das Oberdeck der Texelsstroom mit Solarmodulen)

Die 135,40 Meter lange und 27,90 Meter breite RoPax-Fähre mit der IMO-Nummer 9741918 kann 340 Autos bzw. 34 Lkw sowie 1750 Passagiere befördern und hat eine Tragfähigkeit von 1685 Tonnen. Sie verfügt an beiden Schiffsenden über identische Maschinenraum- und Brückenanlagen und hat eine Nenngeschwindigkeit von 15,4 Knoten.
Die Texelstroom ist eine Fähre mit Hybridantrieb. Die Antriebsanlage wird aus einer Kombination von Solarenergie und Energie aus Biodiesel sowie Flüssigerdgas gespeist. Mit an Deck installierten Solarmodulen, die eine Kollektorfläche von rund 700 Quadratmeter aufweisen, wird Sonnenenlicht in elektrische Energie gewandelt und in Lithium-Ionen-Akkumulatoren gespeichert. Dafür wurden insgesamt 252 48-V-Lithium-Ionen-Module der Baureihe AT6500 mit einer Speicherkapazität von 1,6 MWh von der kanadischen Firma Corvus Energy installiert. Die Generatoren antreibenden Dual-Fuel-Motoren (Wechselmotoren) werden wahlweise mit MDO oder Flüssigerdgas als Brennstoff betrieben. Mit einem Energiemanagementsystem wird die elektrische Energie an die Verbraucher (elektrische Antriebsmotoren, Bug-/Heckstrahler, Winden, Restaurantbetrieb sowie Beleuchtung, Schiffshilfssystemen bestehend aus Pumpen, Lüfter und Verdichter) so verteilt, dass die Dieselmotoren zum Generatorantrieb mit möglichst gutem Wirkungsgrad laufen.
Das durch das Lloyd’s Register zugelassene Energiespeichersystem (ESS) von Corvus Energy ermöglichte den Einbau kleinerer Dieselgeneratoren, da die Stromverbrauchsspitzen, die bei der Abfahrt und der Ankunft des Schiffes durch die Seitenstrahler und Windenbetrieb entstehen, durch den Akkueinsatz abgeschnitten werden. Die Anlage wurde so ausgelegt, dass die Fähre in einem Notfall mit der in den Akkus gespeicherten elektrischen Energie autark betrieben werden kann.
Nach 3 Jahren Betrieb wurden Emissionsdaten veröffentlicht, die die Emissionsreduzierung zeigen. Im Vergleich zum Bestandsschiff Dokter Wagemaker der  Reederei ergaben sich im Betrieb 53 % weniger Stickstoffoxide, 43 % weniger Ruß und 15 % weniger CO2. Im Betrieb wird ein Motor weniger benötigt, da mit den Akkus neben dem Sonnenstrom auch grüner Landstrom gespeichert wird. Pro übergesetztes Fahrzeug kann die Fähre dadurch rund 20 % Treibstoff einsparen.
Am 18. Februar 2022 kollidierte das Schiff während des Sturms Eunice beim Anlegen mit dem Reservekai auf Texel. Hierbei schlug das Schiff leck, und Wasser drang in den Ballastwassertank ein. Da aufgrund der Krokusferien eine hohe Auslastung des Fährdienstes erwartet wurde, jedoch weder in den Niederlanden, Deutschland, Belgien oder Frankreich ein Trockendock zur Verfügung stand, wurde der Schaden im Kofferdamm-Verfahren – einem für TESO neuen Vorgehen – direkt im Hafen auf Texel repariert. Das Schiff konnte am 28. Februar den Dienst wieder aufnehmen.
Von März 2021 bis Anfang 2023 konnte der CNG-Antrieb des Schiffes aufgrund von Schäden an den Dual-Fuel-Motoren und einer daraus entstehenden zu hohen Turbo-Temperatur nicht genutzt werden und es musste für diese Zeit auf den ausschließlichen Dieselbetrieb umgestellt werden.